# Моталова, Елена Васильевна
Елена Васильевна Моталова (род. 28 января 1971, Тольятти, Куйбышевская область), в девичестве Петрова — российская легкоатлетка, специалистка по бегу на длинные дистанции, кроссу и стипльчезу. Выступала за сборную России по лёгкой атлетике в 1990-х годах, многократная победительница и призёрка национальных чемпионатов, рекордсменка мира в беге на 3000 метров с препятствиями, участница ряда крупных международных стартов. Представляла Самарскую область. Мастер спорта России международного класса.

## Биография
Елена Моталова родилась 28 января 1971 года в городе Тольятти Куйбышевской области.
Занималась лёгкой атлетикой в местной детско-юношеской спортивной школе под руководством заслуженного тренера России Виктора Петровича Солнцева. Неоднократно побеждала на различных юниорских соревнованиях всероссийского и всесоюзного значения.
В 1994 году выступила на открытом чемпионате России по марафону в Калининграде — с результатом 2:46:36	финишировала четвёртой.
В 1996 году стала четвёртой на Мадридском марафоне (2:54:40).
На зимнем чемпионате России 1997 года в Волгограде одержала победу в беге на 2000 метров с препятствиями, позже в той же дисциплине победила и на летнем чемпионате России в Туле.
В 1998 году на чемпионате России в Москве вновь была лучшей в беге на 2000 метров с препятствиями. Попав в основной состав российской национальной сборной, отправилась на чемпионат мира по экидэну в Манаусе, однако здесь на своём этапе выступила неудачно — оказалась на грани схода с дистанции, финишировав в предобморочном состоянии — в результате россиянки заняли шестое место.
В 1999 году была лучшей на зимнем чемпионате России в Москве и на летнем чемпионате России в Туле — в беге на 2000 и 3000 метров с препятствиями соответственно. В Туле с результатом 9:48,88 установила мировой рекорд. Выступила на кроссовом чемпионате мира в Белфасте, где заняла 53-е место в личном зачёте и вместе со своими соотечественницами закрыла десятку лидеров командного зачёта. Также финишировала пятой в беге на 5000 метров на Всемирных военных играх в Загребе, выступила на экидэнах в Иокогаме и Пекине, приняла участие в нескольких коммерческих стартах в Европе.
В 2000 году была шестой на полумарафоне в Нижнем Новгороде (1:14:23) и десятой на полумарафоне в Окаяме (1:15:06).
Последний раз показывала сколько-нибудь значимые результаты на международной арене в сезоне 2001 года, когда помимо прочего одержала победу на полумарафоне в Анси (1:14:44).
В 2006 году окончила Тольяттинский государственный университет.
Впоследствии занимала должность директора тольяттинской Специализированной детско-юношеской спортивной школы олимпийского резерва № 3 «Лёгкая атлетика».